# Max-Dietlein-Park
Der Max-Dietlein-Park ist eine im 20. Jahrhundert angelegte Parkanlage der Stadt Köln, die ursprünglich (9. Jahrhundert bis 1802) zur Benediktinerabtei St. Pantaleon (Köln) gehörte. Sie wurde 2022 nach dem Chirurgen Max Dietlein benannt.

## Lage
Der ca. 2,2 Hektar große Park liegt im Bereich der Altstadt-Süd, unmittelbar angrenzend an den Bezirk der romanischen Kirche St. Pantaleon (Köln). Er erstreckt sich zwischen der Straße Rothgerberbach im Norden, der Pantaleonsstraße im Osten, der Kirche St. Pantaleon im Süden und der Straße Am Weidenbach im Westen. Der Park wird als Flurstück 215 (22.019 m²) des Flurs 15 der Gemarkung Köln geführt. Die Lagebezeichnung „Max-Dietlein-Park“ führt die amtliche Nummer 0531500006199 (GEObasis.nrw).

## Geschichte

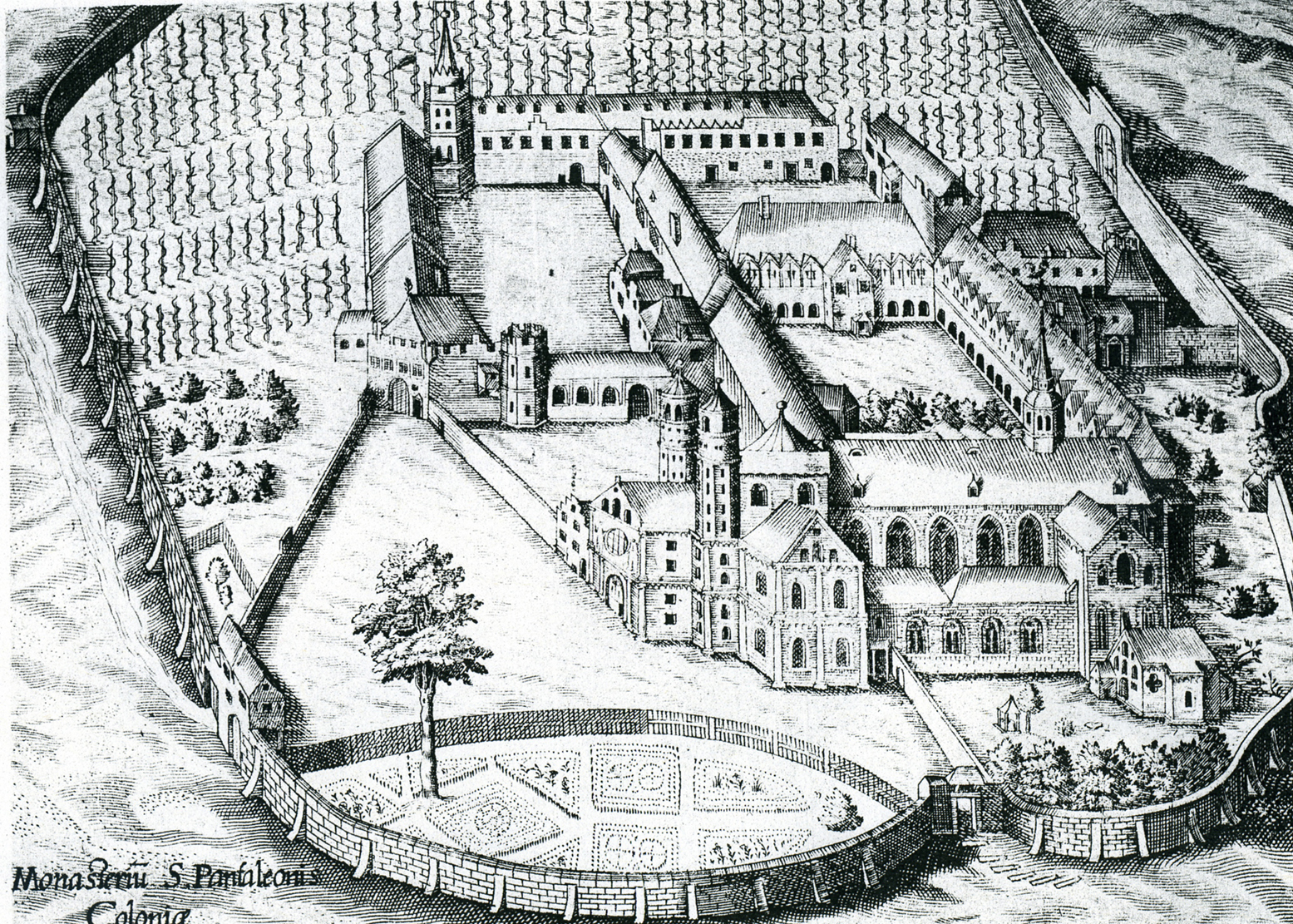
St. Pantaleon mit Parkfläche (links der Kirche) um 1625

Die Grünfläche gehörte ursprünglich zu dem seit dem 9. Jahrhundert bestehenden Benediktinerkloster St. Pantaleon. Die Fläche gehörte zum Klosterbezirk und war durch eine Mauer von dem Gebiet der Stadt Köln abgegrenzt. Historische Skizzen zeigen, dass die Fläche zum Weinanbau genutzt wurde.

## Parkbeschreibung

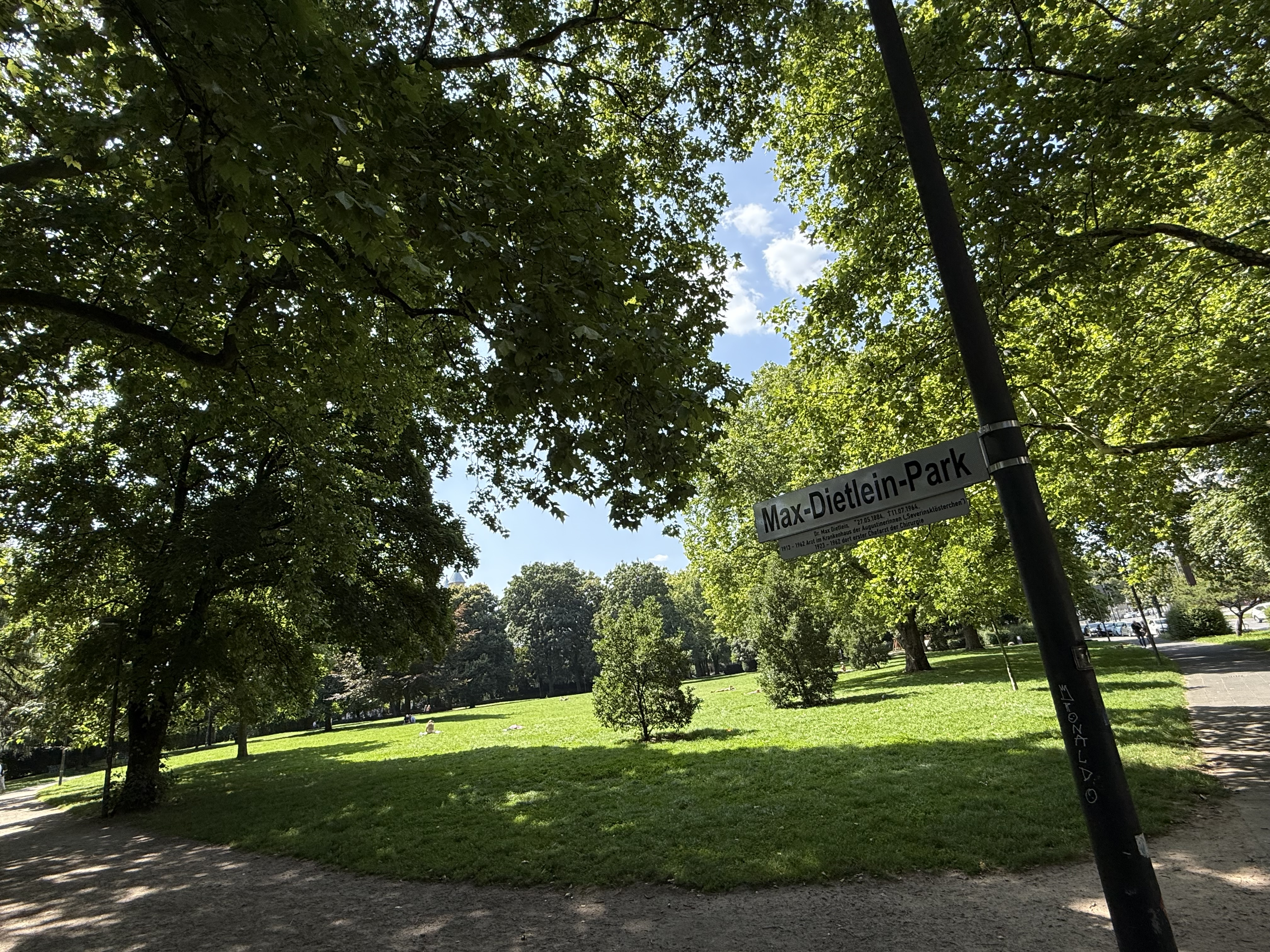
Park mit Beschilderung aus Südwest-Richtung

Der Park zeichnet sich vor allem durch eine große durchgehende Rasenfläche in Form eines Ovals aus, um die herum ein Fußgängerweg mit Bänken führt.
Im Norden des Parks finden sich einige große Bäume, welche die Sicht auf das frühere Kloster St. Pantaleon vor allem im Sommer stark einschränken. Sechs der Bäume des Pantaleonsparks sind Naturdenkmäler. Darunter drei Platanen, eine Esskastanie, eine Buche und ein Zürgelbaum.
Im Westen des Parkes ist ein großer Spielplatz angelegt. Auch dort befindet sich ein alter Baumbestand.
Der Park lädt besonders zu warmen Jahreszeiten zum Verweilen ein und bietet ein Stück Natur im innerstädtischen Leben. Das ganze Jahr über ist er bei Hundebesitzern beliebt und auch der Gemeinschaftsgarten im östlichen Teil des Pantaleonsparks bietet einen Mehrwert.